# Архиепархия Магдебурга
Архиепархия Магдебурга (968 до Реформации) — упраздненная историческая епархия. Территориальные владения епархии, архиепископства Магдебургского, в 1648 году были преобразованы в герцогство Магдебургское и переданы под управление курфюрста Бранденбургского в 1680 году.

## История
На Равеннском соборе в 967 году император Оттон I, с одобрения Папы Иоанна XIII сделал Магдебург архиепископством. Это решение затронуло полномочия епархии Хальберштадта и архиепархии Майнца. Только после смерти епископа Хальберштадта Бернхарда фон Хальберштадта в феврале 968 года и архиепископа Майнца Вильгельма в марте 968 года Оттон смог реализовать решение синода.
Архиепархия Магдебурга была создана на территориях епархии Хальберштадта. Покровителем архиепархии был святой Маврикий. Соседние епархии Бранденбург, Хафельберг, Цайц, Мерзебург и Мейсен были переданы под юрисдикцию митрополита. Первым архиепископом Магдебурга в 968 году стал миссионер и аббат Вайсенбурга Адальберт. Помимо своей должности митрополита крупной церковной провинции, архиепископ был также примасом Германии. Величественный Магдебургский собор свидетельствует о его значимости в эпоху Высокого Средневековья.
В XII веке архиепископы также установили территориальное правление. Начиная с 1476 года архиепископство все больше попадало под влияние Саксонии и Бранденбурга. В 1478 году архиепископ Магдебургский Эрнст фон Веттин подчинил себе город Галле. Там в 1484 году он построил замок Морицбург, в который переехал в мае 1503 года. Морицбург стал излюбленной резиденцией архиепископов Магдебурга.
Во время Реформации значительная часть населения архиепархии обратилась в лютеранскую веру. Только в ходе Тридцатилетней войны архиепархия временно вновь получила католического архиепископа, но о повторной католизации населения архиепархии не могло быть и речи.
По Вестфальскому миру 1648 года территория архиепископства Магдебургского, т. е. светские владения архиепископа Магдебургского, была передана курфюршеству Бранденбургскому в качестве наследственного герцогства Магдебургского. Это положение вступило в силу после смерти последнего администратора, герцога Августа Саксен-Вайсенфельсского, в 1680 году. Епархия Магдебурга, основанная в 1994 году, продолжает традиции бывшей архиепархии.